# Rifugio Gardeccia
De Rifugio Gardeccia is een berghut in de frazione Perra di Fassa in de gemeente Pozza di Fassa in de Italiaanse provincie Trente.
De berghut ligt in het Val di Fassa op een hoogte van 1949 meter in de Rosengarten, een subgroep van de Dolomieten. De hut wordt privaat uitgebaat en is geen eigendom van een alpenvereniging. De hut is altijd beheerd door leden van de familie Desilvestro. Giuseppe Desilvestro jr., bijgenaamd Bepo de Medil, weidde aan het begin van de 20e eeuw samen met Giuseppe Desilvestro sr., op Gardeccia hun rundvee. Toen hij en zijn vader beseften dat steeds meer toeristen en bergbeklimmers het gebied begonnen te bezoeken, besloten zij een eerste schuilonderkomen te bouwen. De Rifugio Gardeccia is ook geopend in de winter, maar biedt dan geen overnachtingsmogelijkheid.
Andere nabijgelegen hutten zijn onder andere de Rifugio Ciampedie (1998 meter) en de Rifugio Vajolet (2243 meter).

## Trivia
- Op 9 juni 1976 eindigde de negentiende etappe van de Ronde van Italië van dat jaar bij de Rifugio Gardeccia.
- Op 21 mei 2011 was het de aankomst van de vijftiende etappe van de Ronde van Italië 2011.